# Surkhet

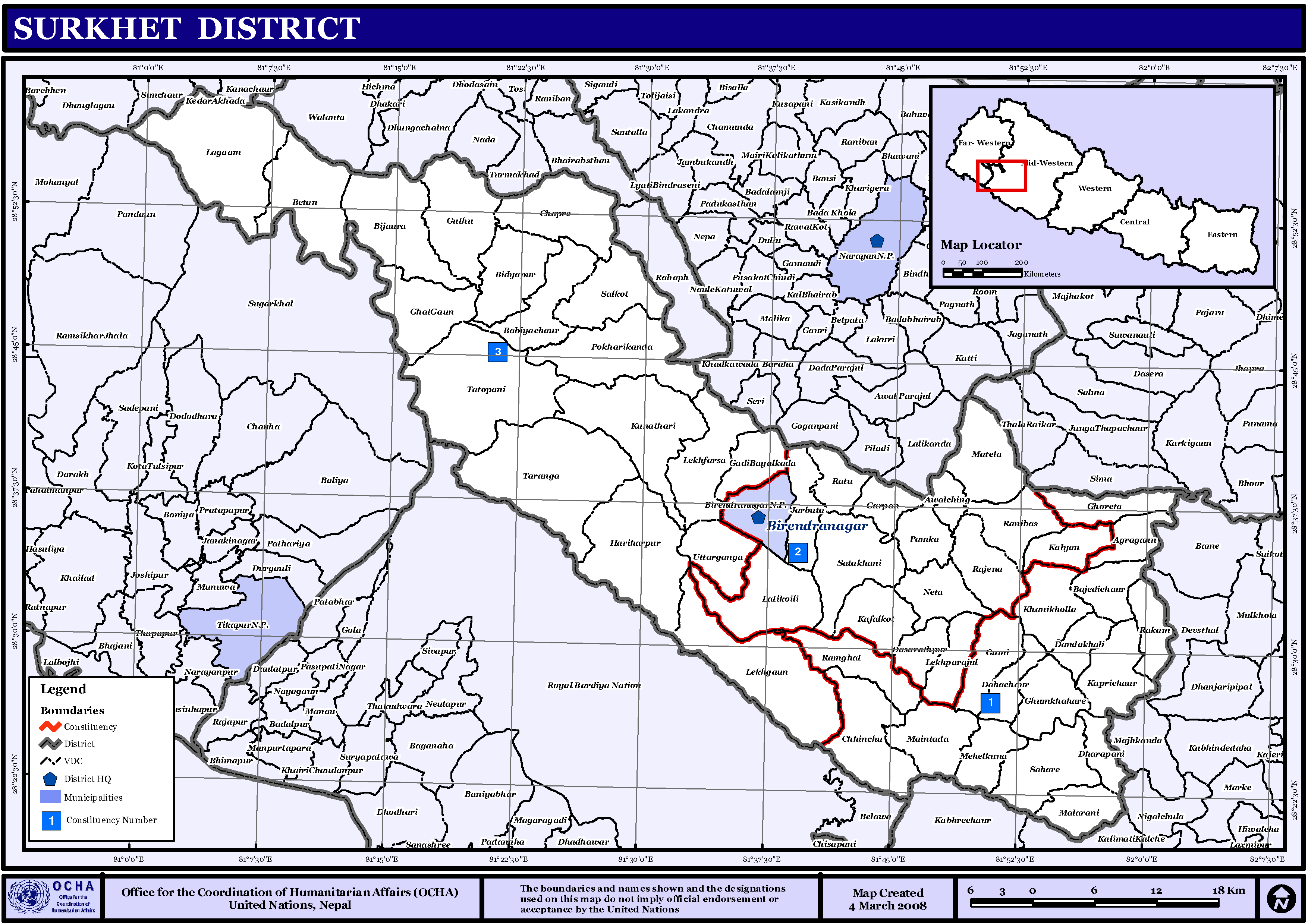
Kaart van Surkhet

Surkhet (Nepalees: सुर्खेत) is een van de 75 districten van Nepal. Het district is gelegen in de bestuurlijke zone Bheri en de hoofdstad is Birendranagar.

## Stedenendorpscommissies[2][3]
- Stad: Nepalees: nagarpalika of N.P.; Engels: municipality;
- Dorpscommissie: Nepalees: gāu bikās samiti; Engels: village development committee of VDC.

- Steden (1): Birendranagar.
- Dorpscommissies (50): Agragaun, Awalching, Babiyachaur, Bajedichaur, Betan, Bidyapur, Bijaura, Chapre, Chhinchu, Dahachaur, Dandakhali, Dasarathpur, Dharapani, Gadi Bayalkada, Garpan, Ghat Gaun, Ghoreta, Ghumkhahare, Gumi, Guthu, Hariharpur, Jarbuta, Kafalkot, Kalyan, Kaprichaur, Khanikhola (of: Khanikholla), Kunathari, Lagaam, Latikoili, Lekhfarsa, Lekhgaun, Lekhparajul, Maintada, Malarani, Matela, Mehelkuna, Neta, Pamka, Pokharikanda, Rajena, Rakam, Ramghat, Ranibas, Ratu, Sahare, Salkot, Satakhani, Taranga, Tatopani, Uttarganga.

Achham · 
Arghakhanchi · 
Baglung · 
Baitadi · 
Bajhang · 
Bajura · 
Banke · 
Bara · 
Bardiya · 
Bhaktapur · 
Bhojpur · 
Chitwan · 
Dadeldhura · 
Dailekh · 
Dang · 
Darchula · 
Dhading · 
Dhankuta · 
Dhanusa · 
Dolkha · 
Dolpa · 
Doti · 
Gorkha · 
Gulmi · 
Humla · 
Ilam · 
Jajarkot · 
Jhapa · 
Jumla · 
Kailali · 
Kalikot · 
Kanchanpur · 
Kapilvastu · 
Kaski · 
Kathmandu · 
Kavrepalanchok · 
Khotang · 
Lalitpur · 
Lamjung · 
Mahottari · 
Makwanpur · 
Manang · 
Morang · 
Mugu · 
Mustang · 
Myagdi · 
Nawalparasi · 
Nuwakot · 
Okhaldhunga · 
Palpa · 
Panchthar · 
Parbat · 
Parsa · 
Pyuthan · 
Ramechhap · 
Rasuwa · 
Rautahat · 
Rolpa · 
Rukum · 
Rupandehi · 
Salyan · 
Sankhuwasabha · 
Saptari · 
Sarlahi · 
Sindhuli · 
Sindhulpalchok · 
Siraha · 
Solukhumbu · 
Sunsari · 
Surkhet · 
Syangja · 
Tanahu · 
Taplejung · 
Terhathum · 
Udayapur